# Shinji Ōtsuka
Shinji Ōtsuka (大塚 真司?, Ōtsuka Shinji; Chiba, 29 dicembre 1975) è un allenatore di calcio ed ex calciatore giapponese, di ruolo centrocampista, collaboratore tecnico del Ventforet Kofu.

## Palmarès

### Club

#### Competizioni nazionali
- J. League Division 2: 1

Kawasaki Frontale: 1999